# Lyle Tuttle

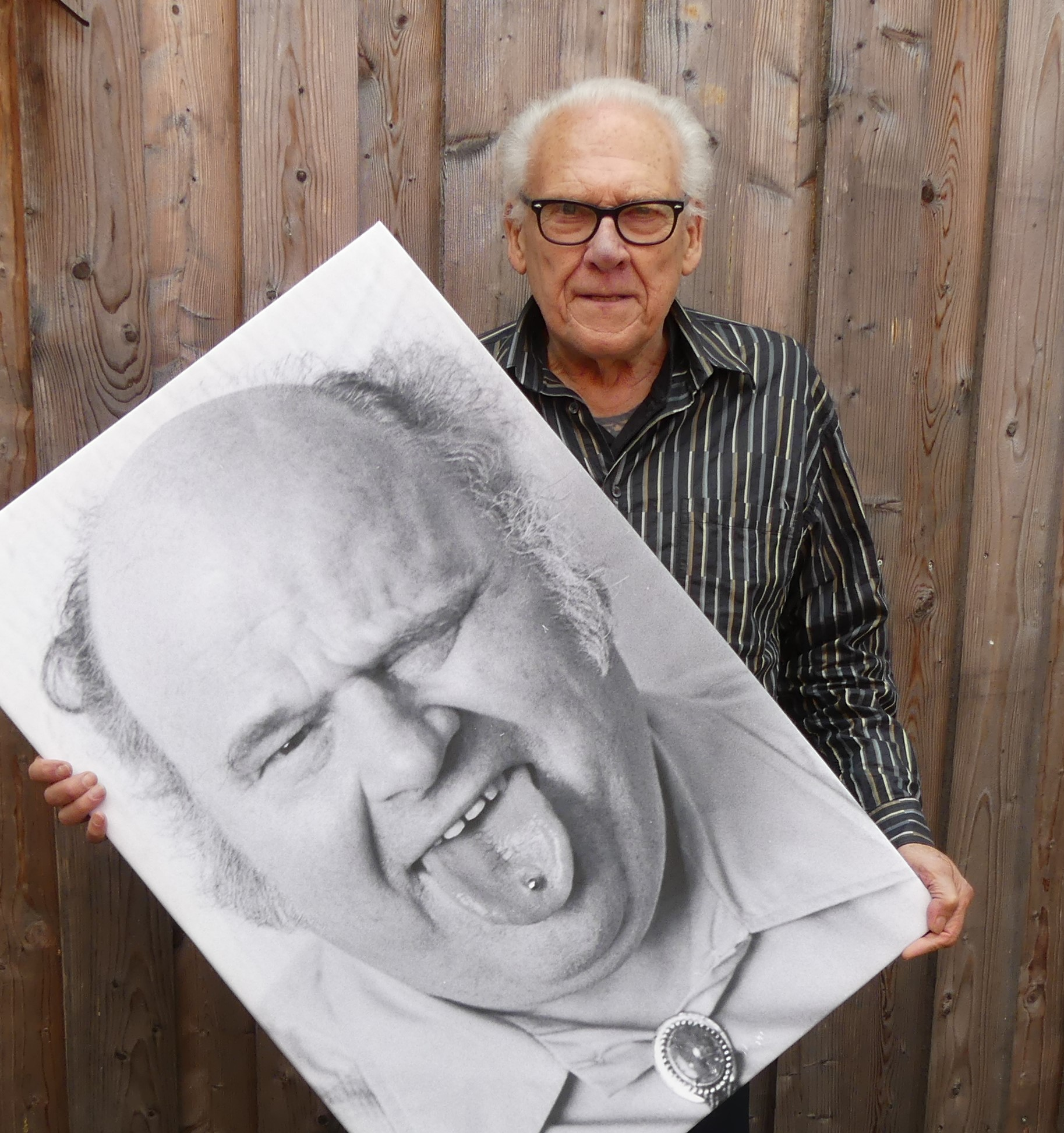
Lyle Tuttle 2018 mit einem Bild von Horst Streckenbach

Lyle Gilbert Tuttle (* 7. Oktober 1931 in Chariton, Iowa; † 26. März 2019 in Ukiah, Kalifornien) galt als einer der bekanntesten Tätowierer der USA, er begann bereits 1949, professionell zu tätowieren. Tuttle tätowierte unter anderem Janis Joplin, Cher, Henry Fonda, Paul Stanley, die Rolling Stones, Joan Baez  und einige andere namhafte Musiker und Prominente. Im Jahr 1970 berichtete die Zeitschrift Rolling Stone mit einer Titelstory und 1972 die Zeitschrift Life ausführlich über Tuttle.

## Biografie

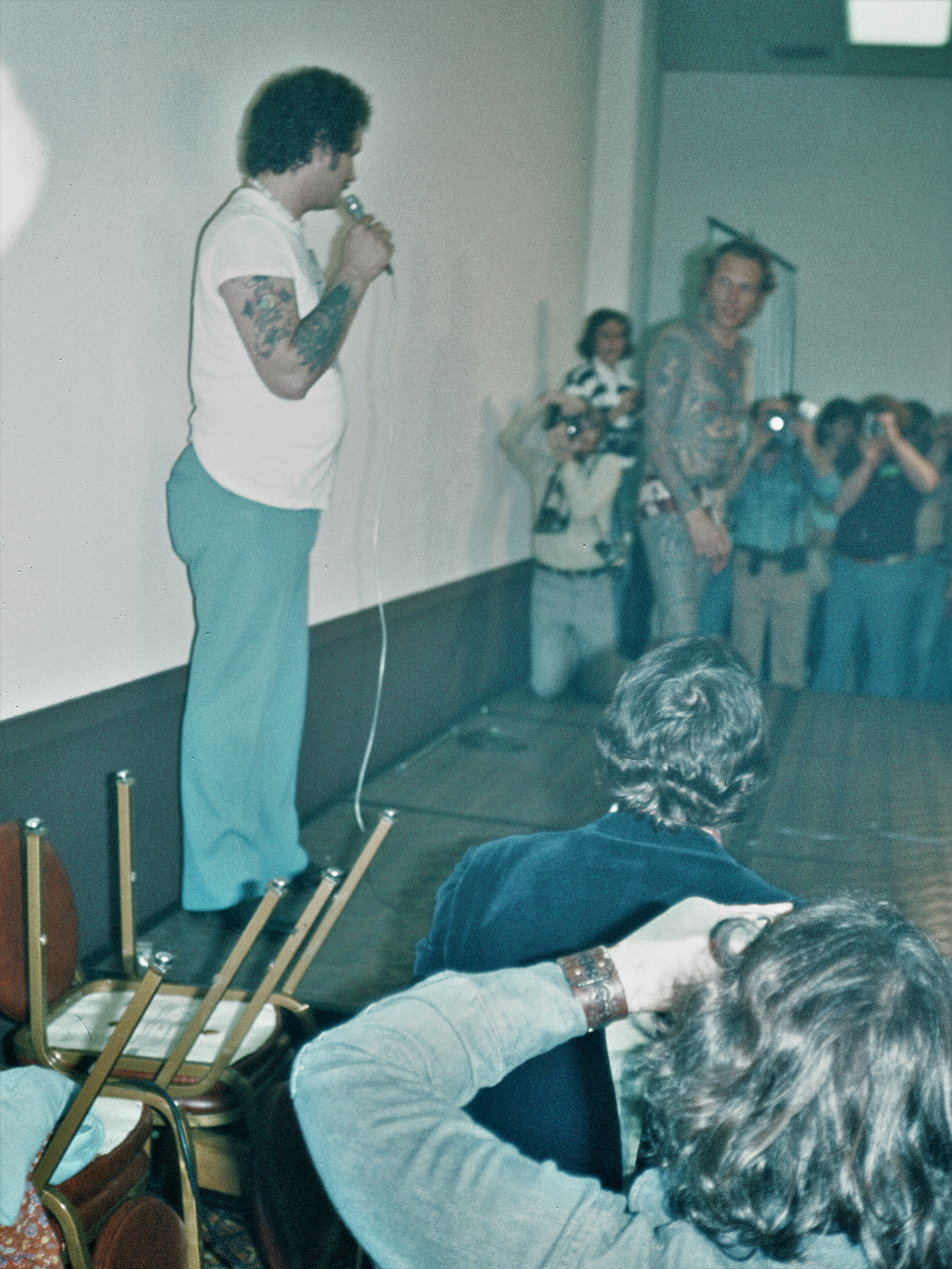
Lyle Tuttle (nur mit Slip) auf der Tattoo Convention 1976 in Houston; Sprecher David Yurkew

Tuttle wurde 1931 als Sohn des Farmers Howard H. Tuttle (* 11. November 1899 in Chariton; 14. Februar 1989 in Ukiah) und dessen Ehefrau Erma Opal (* 12. Dezember 1901 als Erma O. Kaster; † 19. August 1987 in Ukiah) geboren und wuchs in Ukiah, Kalifornien, auf. Im Alter von vierzehn Jahren erhielt er seine erste Tätowierung. Wie viele der Tattoo-Pioniere begann auch Tuttle, mit der Hand zu tätowieren; 1946 zog er nach San Francisco, in dieser Zeit lernte er Horst Streckenbach kennen, der ab 1944 in verschiedenen Kriegsgefangenenlagern, zuletzt in Kalifornien, inhaftiert war. Ab 1949 arbeitete er professionell mit einer Tätowiermaschine. Tuttle nahm als Soldat der Marines am Koreakrieg teil, aus dem er mit schweren Erfrierungen heimkehrte. Für diese Kriegsverletzungen wurde er ausgezeichnet. Am 4. Juli 1954 heiratete er Betty Lawson, die Ehe wurde in Reno geschlossen. Im Jahr 1956 begann er, in San Diego im Shop von Bert Grimm zu arbeiten, 1957 eröffnete er sein eigenes Studio in San Francisco. In zirka 40 Jahren arbeitete er auf sechs Kontinenten als Tätowierer, und – wie er selbst betonte –, habe er „nie wissentlich eine minderjährige Person tätowiert“. Im Oktober 1970 gab Tuttle der Journalistin Amie Hill ein umfangreiches Interview, das als Titelstory im Rolling Stone Magazin publiziert wurde; die Bilder fertigte die renommierte Fotografin Annie Leibovitz an. Tuttle prägte den Satz „Tätowierer müssen mit ihren Fehlern leben, Ärzte begraben sie“. Im Jahr 1976 erstellte die Fotografin Imogen Cunningham eine Bilderserie von Tuttle.

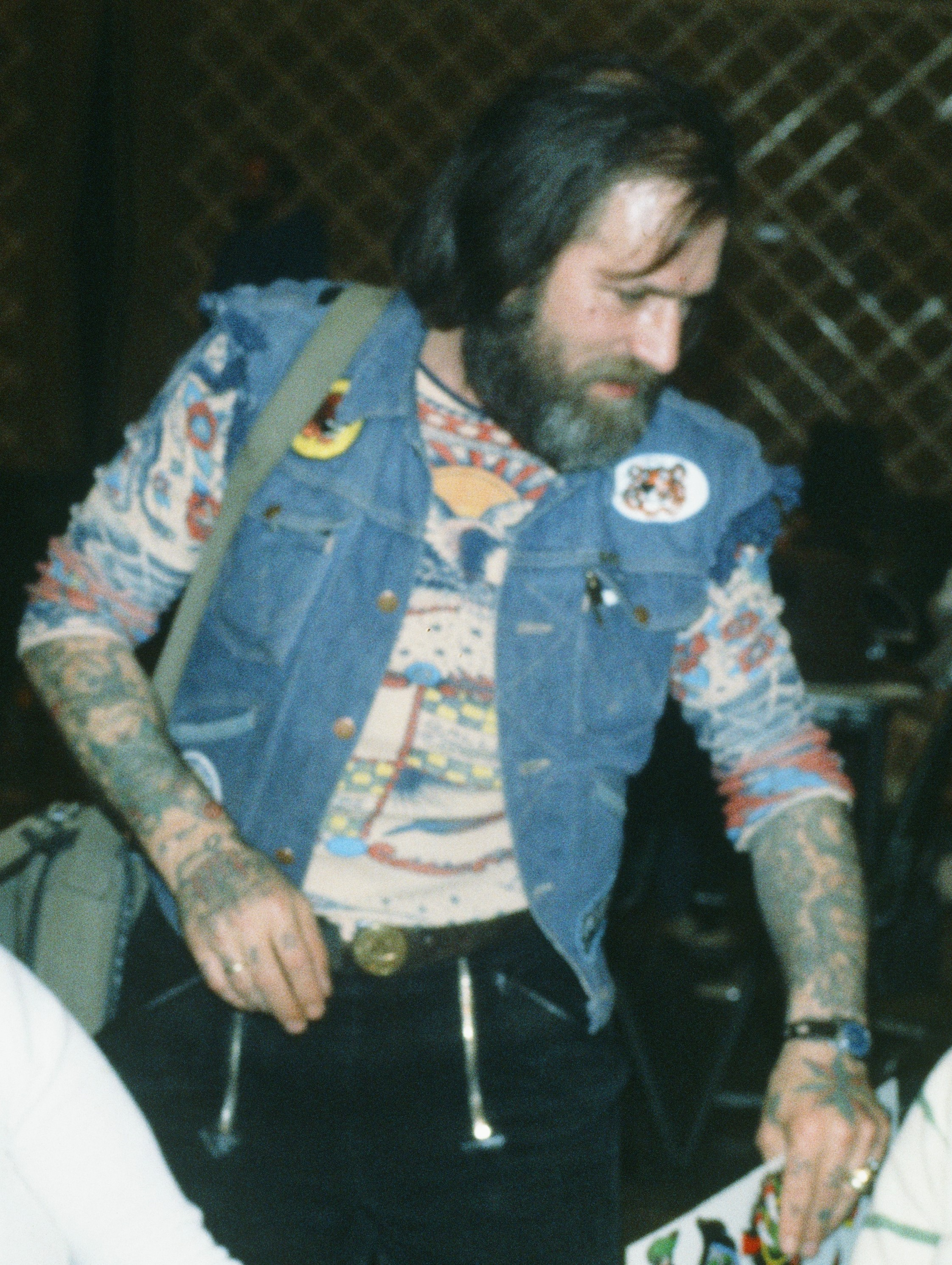
Theodor Vetter 1979 mit Tuttle-Shirt

In den 1970er Jahren erlangte Tuttle, der auch unter dem Namen Frisco Flyer bekannt war, den Ruf „als Tätowierer der Stars“, und seine Verbindung zur Frauenbefreiungsbewegung tat ihr Übriges. „Die Tätowierung von Janis Joplin, Joan Baez und Cher brachte Tuttle in Kalifornien einen Prominentenstatus ein und er wurde mit Anfragen nach Armbandtattoos, Schmetterlingen, Herzen, Rosenknospen und Blumen überschwemmt.“
Im Jahr 1972 ließ Tuttle eine große Serie von T-Shirts anfertigen, die als Aufdruck seine vollständige Oberkörpertätowierung widerspiegelten. Das Shirt wurde zu einem Kultobjekt, über das im März 1972 das LIFE Magazine berichtete. Das Shirt wurde 2018 in einer limitierten/nummerierten Auflage im Rahmen der  Retrospektive mit dem Titel Lyle Tuttle: 70 years in Tattooing retrospective and fundraising neu angefertigt.
Die erste internationale Tattoo-Convention wurde von Lyle Tuttle und David Yurkew am 24./25. Januar 1976 in Houston, Texas, abgehalten. Am 19. und 21. Januar 1996 richteten Yurkew und Tuttle das 20. Jubiläum der ersten Welt-Tattoo-Convention ebenfalls in Houston aus.
1990 ging Tuttle in den Ruhestand. Auf der Tattoo Convention Frankfurt im Mai 2000 initiierte er eine Spendenaktion für seinen alten Freund Horst Streckenbach. Gelegentlich tätowierte er noch Freunden und Bekannten seine Unterschrift auf die Haut. Im Jahr 2001 verkaufte er sein Tattoo-Studio. Seine Sammlung von mehr als 800 elektrischen Tätowiermaschinen aus der Zeit von 1897 bis heute ist im Eigentum einer Stiftung mit Sitz in seinem Heimatort Ukiah. Dazu gehören auch viele antike Tätowiervorlagen und Fotos von namhaften Tätowierkünstlern und tätowierten Personen.

## Späte Jahre
In einem Interview, geführt 2006 von Chuck Brank für das PRICK Magazine, antwortete Tuttle auf die Frage, wodurch die Renaissance maßgeblich befördert wurde: „Women’s liberation! One hundred percent women’s liberation! That put tattooing back on the map. With women getting a newfound freedom, they could get tattooed if they so desired. [...] For three years, I tattooed almost nothing but women.“

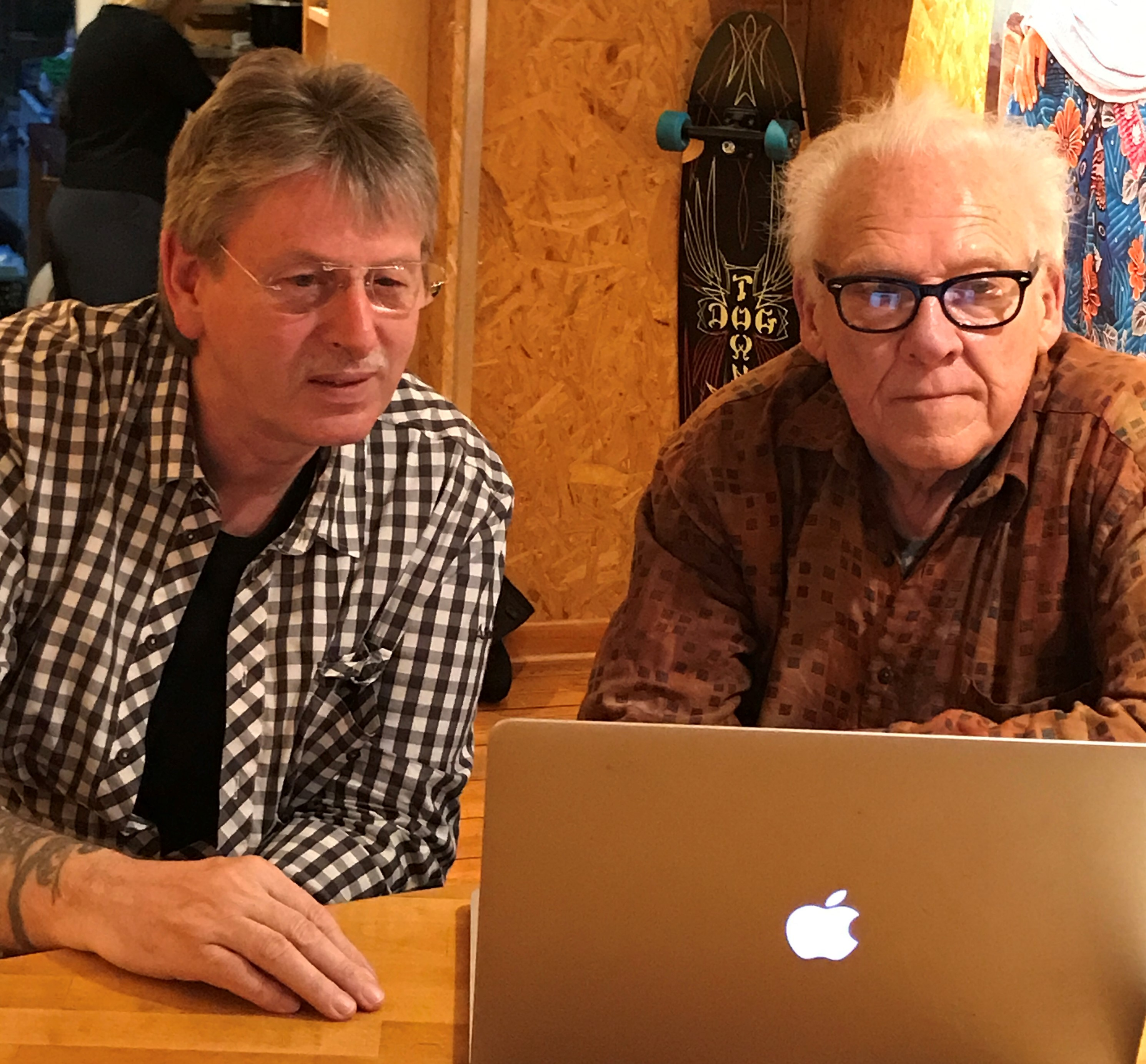
Lyle Tuttle 2018 im Gespräch mit Manfred Kohrs

Im Palace of Fine Arts in San Francisco fand vom 21. bis 23. September 2018 eine Retrospektive mit dem Titel Lyle Tuttle: 70 years in Tattooing  retrospective and fundraising statt.
Vom 26. bis 28. Oktober 2018 gab Tuttle dem Tattoo-Forscher Manfred Kohrs ein Interview. Es war die letzte umfangreiche Ton- und Bilddokumentation zu seinem Leben und Wirken. Lyle Tuttle verstarb friedlich im Alter von 87 Jahren in der Nacht zum 25. März 2019 in seinem Haus in Ukiah. Er hinterließ seine Frau Judy (Aurre) und aus der früheren Ehe mit Betty Lawson die Tochter Suzanne Tuttle.

„Am 25.03.2019 hat jetzt das große Herz eines der wertvollsten Tattoo-Pioniere aufgehört zu schlagen. Die Tattoo-Szene trauert um einen ganz großen Mann – Ruhe in Frieden Lyle.“

## Trivia
„Ich tätowiere zum Beispiel keine Hände, Füße, nicht den Hals oder das Gesicht. Ich hab da keine Tattoos. Wenn ich an den Stellen keine Tattoos habe, brauchst du da auch keine. Und als Tätowierer brauchst du ein Gewissen. Ich kann dir dein Leben versauen, also echt jetzt. Ich kann dir irgend ’nen Mist auf die Stirn tätowieren. Aber so nötig hab ich’s nicht, dass ich so was machen müsste. Wenn einer so was will, soll er die Straße runterlaufen und er wird irgendeinen finden, der ihm das macht, aber dann belastet es nicht mein Gewissen.“